# 第5屆坎城影展
第5屆坎城影展於1952年4月23日至5月10日在法國坎城節慶宮舉行。與前三屆電影節一樣，本屆影展的評審團全部由法國人組成，評審團主席為莫里斯·熱納瓦。 本屆金棕櫚獎由雷納托·卡斯特拉尼的《兩分錢的希望》和奧森·威爾斯的《奧賽羅》獲得。  開幕片由文森特·明尼利執導的《花都舞影》。

## 主競賽評審
以下人士被選為長片和短片的評審：
- 莫里斯·熱納瓦（英语：Maurice Genevoix）：作家（評審團主席）
- 安德烈·蘭（法语：André Lang）：影評家
- 羅傑·查佩蘭-米迪（法语：Roger Chapelain-Midy）：藝術家
- 查爾斯·維爾德拉克（英语：Charles Vildrac）：劇作家
- 埃夫拉德·德·羅弗雷（Evrard De Rouvre）：製片人
- 嘉柏麗·桃莉耶（英语：Gabrielle Dorziat）：演員
- 喬治·拉吉斯（Georges Raguis）：工會成員
- 居伊·德松（法语：Guy Desson）：政治家
- 吉恩-皮埃爾·弗羅格雷（Jacques-Pierre Frogerais）：製片人
- 讓·德雷維爾（英语：Jean Dréville）：導演
- 吉恩·米納爾（法语：Jean Mineur）：CNC成員
- 路易斯·肖韋（英语：Louis Chauvet）：作家
- 乔治·皮杜尔女士（Madame Georges Bidault）
- 皮埃爾·比隆（英语：Pierre Billon）：編劇
- 雷蒙·格諾：詩人，編劇
- 東尼·奧賓（英语：Tony Aubin）：作曲家

## 正式競賽長片
以下電影參與角逐金棕櫚獎：
| 中文片名             | 原文片名                       | 導演                                      | 製作國          |
| -------------------- | ------------------------------ | ----------------------------------------- | --------------- |
| 《缺席者》           | La Ausente                     | 朱利歐·布拉喬                             | 墨西哥          |
| 《花都舞影》         | An American in Paris           | 文森特·明尼利                             | 美国            |
| 《墨西哥巴士之旅》   | Subida al cielo                | 路易斯·布紐爾                             | 墨西哥          |
| 《警察與強盜》       | Guardie e ladri                | 馬里奧·莫尼切利 史帝法諾・瓦奇拿          | 義大利          |
| 《大地呼聲》         | Cry, the Beloved Country       | 佐爾坦·科達                               | 英国            |
| 《死亡國度》         | Νεκρή πολιτεία                 | 菲克索斯·伊利亞德斯（Frixos Iliadis）     | 希腊            |
| 《最後的食譜》       | Das Letzte Rezept              | 羅爾夫·漢森                               | 西德            |
| 《偵探故事》         | Detective Story                | 威廉·惠勒                                 | 美国            |
| 《邪惡的女人》       | Der Weibsteufel                | 沃夫岡・利貝奈納                          | 奥地利          |
| 《緊急迫降》         | Nødlanding                     | 阿爾納·斯庫恩                             | 挪威            |
| 《安可》             | Encore                         | 哈羅德·佛倫斯 帕特·傑克遜 安東尼·佩利西耶 | 英国            |
| 《邪惡森林》         | Parsifal                       | 丹尼爾·曼格拉內 卡洛斯·塞拉諾·德·奧斯馬   | 西班牙          |
| 《鬱金香方方》       | Fanfan la Tulipe               | 克里斯蒂安-雅克                           | 法國            |
| 《蔗糖大盜》         | Surcos                         | 何塞·安東尼奧·尼維斯·孔德                 | 西班牙          |
| 《不朽之歌》         | ਅਮਰ ਭੂਪਾਲੀ                        | V·桑塔拉姆                                | 印度            |
| 《瑪麗亞·莫雷納》    | María Morena                   | 何塞·瑪麗亞·福奎 佩德羅·拉薩加            | 西班牙          |
| 《暴風雨中的母親》   | 嵐の中の母                     | 佐伯清                                    | 日本            |
| 《中號》             | Il medium                      | 吉安·卡洛·梅諾蒂                          | 義大利          |
| 《海浪》             | 波                             | 中村登                                    | 日本            |
| 《愛之夜》           | ليلة غرام                      | 艾哈邁德·巴德拉漢                         | 埃及            |
| 《世界之心》         | Herz der Welt                  | 哈拉爾德·布勞恩                           | 西德            |
| 《一個幸福的夏天》   | Hon dansade en sommar          | 阿恩·馬特森                               | 瑞典            |
| 《奧賽羅》           | Othello                        | 奧森·威爾斯                               | 摩洛哥、 義大利 |
| 《大衣》             | Il Cappotto                    | 阿爾貝托·拉圖瓦達                         | 義大利          |
| 《它發生在我家附近》 | Pasó en mi barrio              | 馬利歐・索菲奇                            | 阿根廷          |
| 《走私者的宴會》     | Le Banquet des fraudeurs       | 亨利·斯托克                               | 比利时          |
| 《尼羅河之子》       | ابن النيل                      | 尤賽夫·夏因                               | 埃及            |
| 《源氏物語》         | 源氏物語                       | 吉村公三郎                                | 日本            |
| 《三女人》           | Trois femmes                   | 安德烈·米歇爾                             | 法國            |
| 《玉米上的麻雀》     | Tico-Tico no Fubá              | 阿道夫·切利                               | 巴西            |
| 《兩分錢的希望》     | Due soldi di speranza          | 雷納托·卡斯特拉尼                         | 義大利          |
| 《翁貝爾托·D》       | Umberto D.                     | 維多里奧·狄西嘉                           | 義大利          |
| 《萬盞燈下》         | Unter den tausend Laternen     | 埃里希·恩格爾                             | 西德、 法國     |
| 《薩巴達傳》         | Viva Zapata!                   | 伊力·卡山                                 | 美国            |
| 《我們都是兇手》     | Nous sommes tous des assassins | 安德烈·卡耶特                             | 法國            |

## 非競賽片
以下電影參與角逐非競賽影片：
| 中文片名     | 原文片名           | 導演                | 製作國 |
| ------------ | ------------------ | ------------------- | ------ |
| 《緋紅帷幕》 | Le Rideau cramoisi | 亞歷山大·阿斯特呂克 | 法國   |

## 正式競賽短片
| 中文片名                                   | 原文片名                                                         | 導演                                                                  | 製作國            |
| ------------------------------------------ | ---------------------------------------------------------------- | --------------------------------------------------------------------- | ----------------- |
| 《愛麗兒的翅膀》                           | Les ailes de Ariel                                               | 加埃塔諾·德·瑪麗亞（Gaetano De Maria）                                | 義大利            |
| 《動畫創世紀》                             | Animated Genesis                                                 | 彼得·福德斯和瓊·福爾茲（Joan Foldes）                                 | 英国              |
| 《南非見解 第五集－史前非洲》              | Aperçus Sud Africain N° 5 - Afrique Préhistorique                | 埃羅爾·海因茲（Errol Hinds）                                          | 南非              |
| 《阿波羅繆斯》                             | Apollon Musageta                                                 | 艾琳·多達爾（Irène Dodall）                                           | 阿根廷            |
| 《神聖的傳教藝術》                         | Arte Sacra Missionária                                           | 甘蒂爾·馬克斯                                                         | 葡萄牙            |
| 《南斯拉夫的邊境》                         | Aux frontières Yougoslaves                                       | 喬迪·武科弟奇                                                         | 南斯拉夫          |
| 《孩子們》                                 | Bambini                                                          | 法蘭切斯柯·馬賽里                                                     | 義大利            |
| 《開羅省》                                 | Cairo                                                            | 馬西莫·達拉馬諾                                                       | 義大利            |
| 《古代大師畫作的迷人雜物》                 | Bezaubernde Nebendinge auf Gemälden alter Meister                | 漢斯·庫利斯博士（Dr. Hans Curlis）                                    | 西德              |
| 《鞋匠和帽匠》                             | The Shoemaker and the Hatter                                     | 約翰·哈拉斯                                                           | 英国              |
| 《海洋領域》                               | Nei regni del Mare                                               | 喬瓦尼·羅卡迪                                                         | 義大利            |
| 《惡魔的評價》                             | Demonstartions in reception                                      | 加雷特·強森（Garett I. Johnson）                                      | 美国              |
| 《國王的侍衛》                             | The Two Mousketeers                                              | 威廉·漢納和約瑟·巴貝拉                                                | 美国              |
| 《認識並治愈》                             | Erkennen und Heilen                                              | 歐內斯特·賓根（Ernest Bingen）                                        | 西德              |
| 《聖經之島，傑爾巴島》                     | Djerba l'île biblique                                            | 菲利普·埃斯特（Philippe Este）                                        | 突尼西亞          |
| 《黃金國》                                 | El Dorado                                                        | 約翰·奧爾德森 (電影製片人，John Alderson)                             | 西班牙， 法國     |
| 《婚禮上的舞蹈》                           | והחתונה הייתה רקדה                                               | 葉霍舒亞·貝爾托諾夫                                                   | 以色列            |
| 《印度城市》                               | Indisk by                                                        | 阿恩·蘇克斯多夫                                                       | 瑞典              |
| 《奔流》                                   | River run                                                        | 李·普拉特（Lee Prater） 迪克·莫舍（Dick Mosher）                      | 美国              |
| 《馬哈茂德的逃跑》                         | La fugue de Mahmoud                                              | 羅傑·林哈特                                                           | 摩洛哥            |
| 《北方人》                                 | Les gens du nord                                                 | 勒內·呂科                                                             | 法國              |
| 《綠色榮耀》                               | Green glory                                                      | M.艾哈邁德（M. Ahmed）                                                | 印度              |
| 《大成釋尊》                               | 大成釋尊                                                         | 大藤信郎                                                              | 日本              |
| 《聖水中心的大島》                         | La grande île au cœur des Saintes Eaux                           | 莫妮克·蒙喬（Monique Muntcho） J.K.雷蒙德-米勒（J.K. Raymond-Millet） | 法國、 马达加斯加 |
| 《偉大的熱情》                             | Die grosse Holzschnittpassion                                    | 阿爾方斯·斯塔弗（Alphonse Stummer）                                   | 奥地利            |
| 《格陵蘭：冰上兩萬里》                     | Groenland : Vingt mille lieux sur les glaces                     | 馬塞爾·伊沙克 讓-雅克·蘭格平                                          | 法國              |
| 《塔裡的人》                               | L'homme dans la tour                                             | 伯納德·德夫林 珍·帕拉迪                                               | 加拿大            |
| 《紐芬蘭島》                               | Terre neuve                                                      | 西德尼·紐曼                                                           | 加拿大            |
| 《船上的蘇格蘭威士忌》                     | T Schot is te boord!                                             | 赫爾曼·范·德·霍斯特                                                   | 荷蘭              |
| 《鄉村的樂趣》                             | Rustic delights                                                  | V.R.薩爾馬（V.R. Sarma）                                              | 印度              |
| 《獨立日》                                 | Le jour de l'independance                                        | 維克托·維卡斯                                                         | 以色列            |
| 《今日的到來》                             | בא היום                                                          | S.I.瑞格（S.I. Shweig）                                               | 以色列            |
| 《化裝舞會》                               | Maskerage                                                        | 馬克斯·德哈斯（Max De Haas）                                          | 荷蘭              |
| 《詹姆斯·恩索爾的面具和面孔》              | Masques et visages de James Ensor                                | 保羅·哈薩埃茨                                                         | 比利时            |
| 《僱傭兵白人》                             | Blancos Mercedarios                                              | 克里斯蒂安·安萬德（Christian Anwander）                               | 西班牙            |
| 《奧雷斯的農民》                           | Paysans de l'Aures                                               | 菲利普·埃斯特（Philippe Este）                                        | 法國、 阿尔及利亚 |
| 《波爾蒂尼的畫作》                         | La peinture de Boldini                                           | 吉安·盧基·隆迪                                                        | 義大利            |
| 《摩洛哥四十年的演變——法國在摩洛哥的存在》 | Quarante ans d'évolution Marocaine - présence Française au Maroc | 塞爾日·德貝克                                                         | 摩洛哥            |
| 《鹿特丹演奏會》                           | Ritmes de Rotterdam                                              | 伊岑·布魯塞爾                                                         | 荷蘭              |
| 《六千年文明》                             | Six mille ans de civilisation                                    | 艾哈邁德·庫爾希德（Ahmed Korshid）                                    | 埃及              |
| 《鋼鐵的故事》                             | Story of Steel                                                   | 賈加特·穆拉里                                                         | 印度              |
| 《歐洲斯特拉斯堡》                         | Europaische Strassburg                                           | 歐內斯特·賓根（Ernest Bingen）                                        | 西德              |
| 《潘塔瑞》                                 | Panta Rhei                                                       | 伯特·漢斯特拉                                                         | 荷蘭              |
| 《熱情的婚禮》                             | Feurige Hochzeit                                                 | 烏立克·凱瑟                                                           | 西德              |
| 《維克多·雨果》                            | Victor Hugo                                                      | 羅傑·倫哈特 伊馮娜·格柏（Yvonne Gerber）                              | 法國              |
| 《壁畫的生活》                             | Život fresaka                                                    | 佐蘭·馬庫斯（Zoran Markus）                                           | 南斯拉夫          |
| 《古老的寺廟，古老的雕像》                 | 古い神殿、古い彫像                                               | 水木宗也                                                              | 日本              |

## 獎項

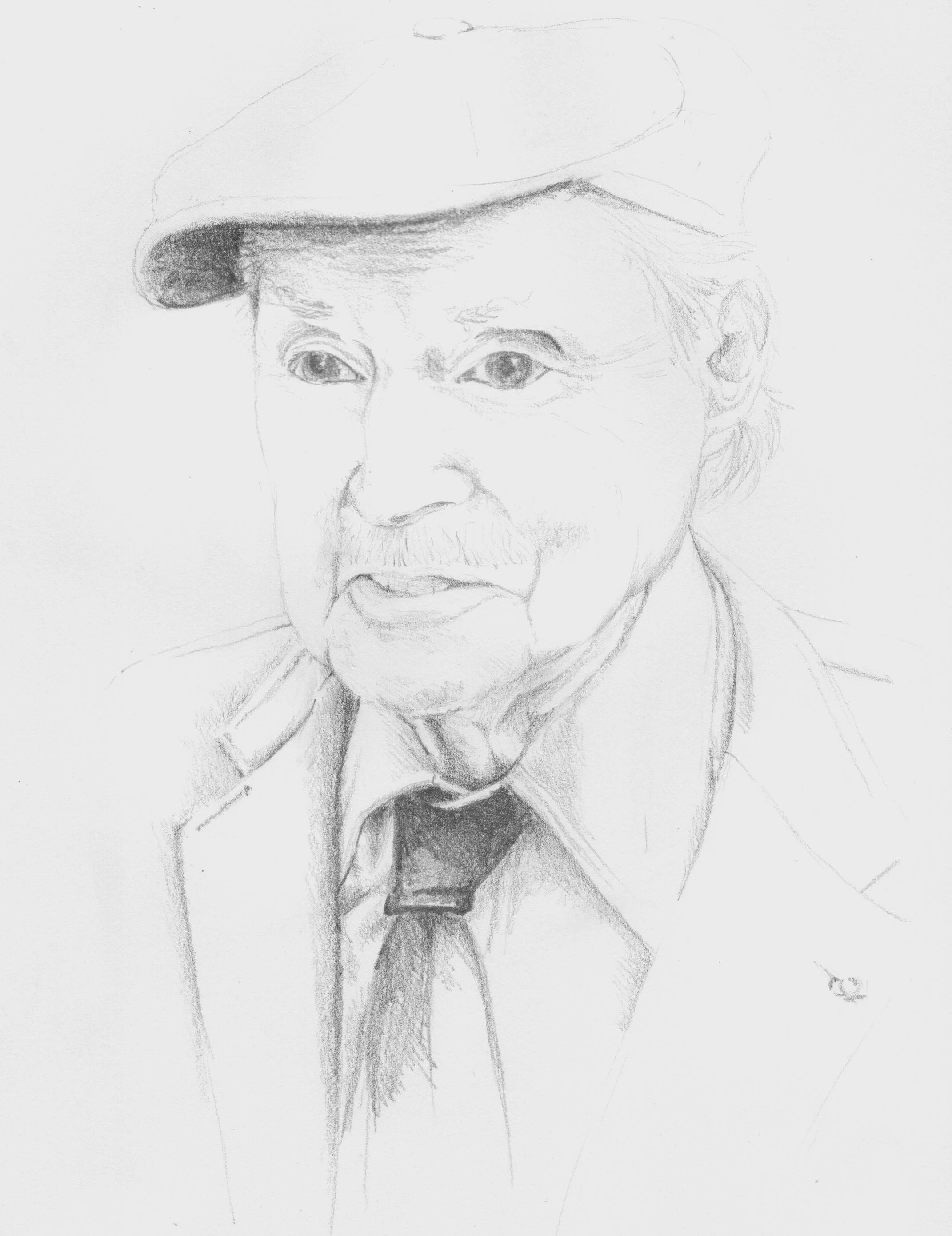
評審團主席，莫里斯·熱納瓦

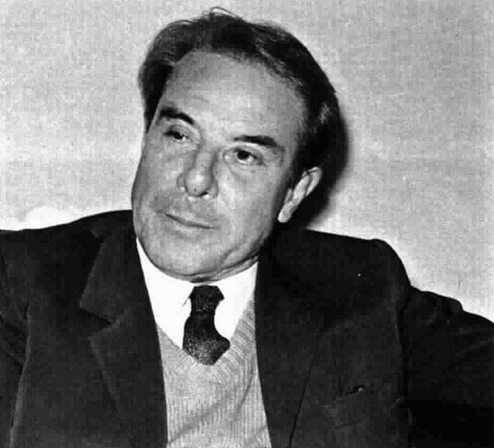
金棕櫚獎獲獎者，雷納托·卡斯特拉尼

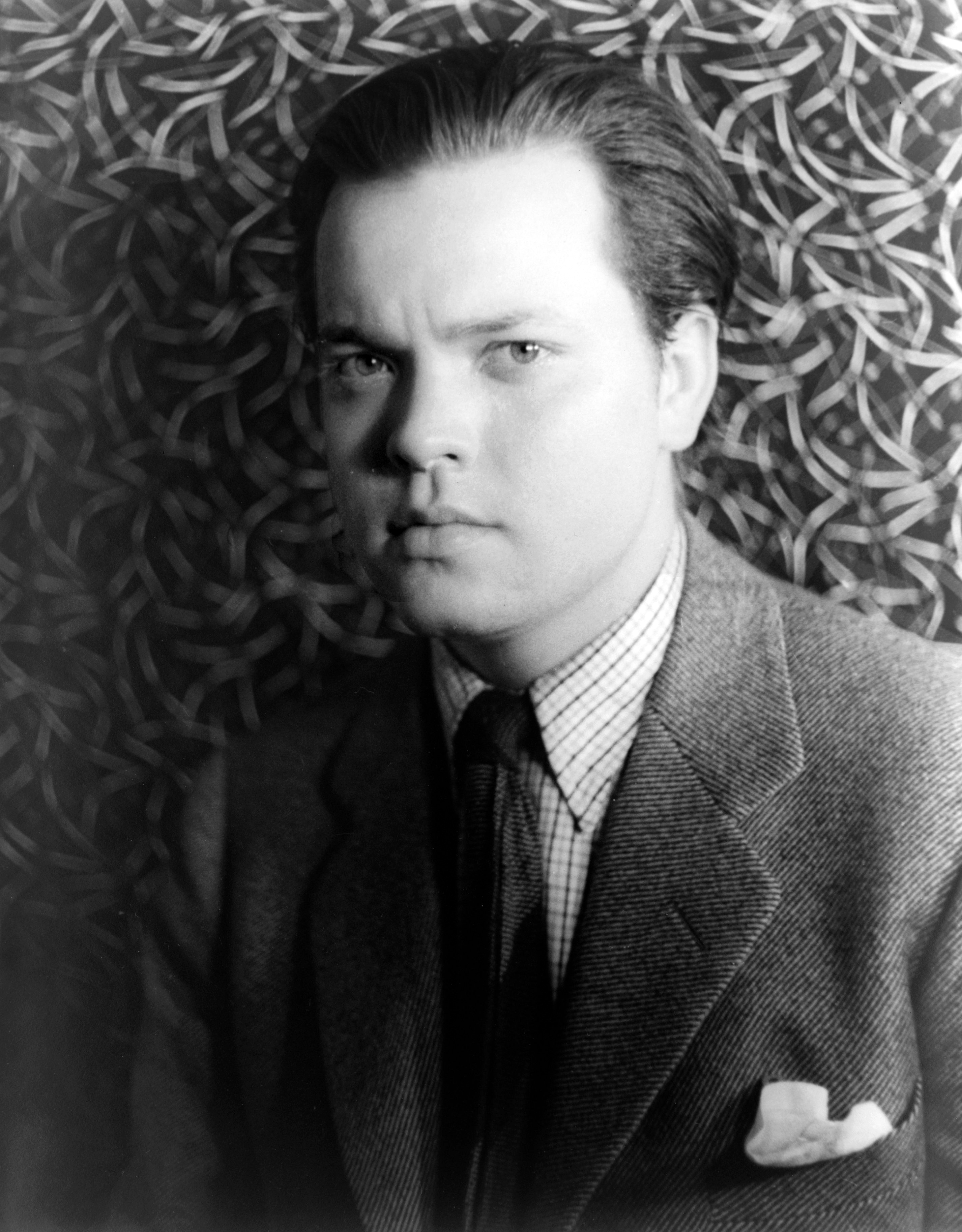
金棕櫚獎獲獎者，奧森·威爾斯

### 正式競賽
以下電影和演員獲得了1952年的獎項：
長片
- 金棕櫚獎
  - 《兩分錢的希望（英语：Two Cents Worth of Hope）》－雷納托·卡斯特拉尼（英语：Renato Castellani）
  - 《奧賽羅（英语：Othello (1951 film)）》－奧森·威爾斯
- 最佳導演獎：克里斯蒂安-雅克－《鬱金香方方（英语：Fanfan la Tulipe）》
- 最佳劇本獎：皮耶洛·泰里尼（英语：Piero Tellini）－《警察與強盜（英语：Cops and Robbers (1951 film)）》
- 最佳女演員獎：李·格蘭特－《偵探故事（英语：Detective Story (1951 film)）》
- 最佳男演員獎：馬龍·白蘭度－《薩巴達傳》
- 最佳攝影獎：《源氏物語（英语：源氏物語 (1951年の映画)）》－吉村公三郎
- 最佳音樂獎：斯文·斯科爾德（英语：Sven Sköld）－《一個幸福的夏天（英语：One Summer of Happiness）》
- 評審團獎：《我們都是兇手（英语：We Are All Murderers）》－安德烈·卡耶特（英语：André Cayatte）
- 最佳抒情電影：《中號（英语：The Medium (1951 film)）》－吉安·卡洛·梅諾蒂

短片
- 短片金棕櫚獎：《船上的蘇格蘭威士忌》－赫爾曼·范·德·霍斯特（荷兰语：Herman van der Horst）
- 評審團特別獎：《印度城市（瑞典语：Indisk by）》－阿恩·蘇克斯多夫（英语：Arne Sucksdorff）
- 最佳彩色獎：《動畫創世紀》－彼得·福德斯（英语：Peter Foldes）和瓊·福爾茲（Joan Foldes）
- 評審團特別獎 - 科學或教育片：《格陵蘭：冰上兩萬里》－馬塞爾·伊沙克（英语：Marcel Ichac）和讓-雅克·蘭格平（法语：Jean-Jacques Languepin）

### 獨立競賽獎項
OCIC獎
- 《兩分錢的希望（英语：Two Cents Worth of Hope）》－雷納托·卡斯特拉尼（英语：Renato Castellani）
- 特別提名：《耶穌的一生（法语：La Vie de Jésus (film, 1951)）》－馬塞爾·吉博（法语：Marcel Gibaud）

## 其他媒體
- Institut National de l'Audiovisuel: Opening of the 1952 Festival （页面存档备份，存于） (commentary in French)
- INA: List of award-winners at the 1952 Cannes Festival （页面存档备份，存于） (commentary in French)

## 外部連結
- 1952 Cannes Film Festival (web.archive)
- Official website Retrospective 1952 的存檔，存档日期2019-05-26.
- Cannes Film Festival Awards for 1952 （页面存档备份，存于） at Internet Movie Database